# Лискин, Владимир Михайлович
Владимир Михайлович Лискин (6 апреля 1941, г. Тула) — советский и российский конструктор, председатель Совета директоров АО «Тулаточмаш», генеральный директор АО «Тренажерные системы»
Лауреат Государственной премии СССР, дважды лауреат премии им. С. И. Мосина. Доктор технических наук, профессор. Почётный гражданин Тульской области

## Биография
Родился 6 апреля 1941 года в г. Туле в семье рабочего. Окончив Тульский механический институт в 1963 году, начал свою трудовую деятельность инженером ЦКИБ СОО, плодотворно и много работал, повышал уровень своих технических знаний, получал бесценный опыт как специалист и руководитель на Тульском заводе точного машиностроения, в ЦКБ аппаратостроения, в Концерне «Витязь». Проявил себя на государственной службе в Министерстве оборонной промышленности СССР на должности начальника Главного сводного научно-технического управления и 5-го Главного управления.
С 2006 года является основателем и руководителем АО «Тренажерные системы», главное направление деятельности которого — разработка и производство учебно-тренировочных средств для комплексов вооружения и подразделений сухопутных войск Вооруженных Сил Российской Федерации и зарубежных государств. Создаваемые предприятием тренажеры позволяют проводить многоуровневую подготовку военнослужащих.
Под его руководством и при непосредственном участии были разработаны и производились тренажеры оперативно-тактических ракет, противотанковых комплексов, т зенитных ракетных комплексов. Неоценим его вклад в организацию серийного производства составных частей зенитного ракетно-пушечного комплекса «Панцирь-С».
Конструкторскую и производственную деятельность он с успехом сочетает с научной работой. Он является академиком Международной академии информационных процессов и технологий, автором более 80 изобретений и двух монографий, имеет ученую степень доктора технических наук, ученое звание профессора.

## Награды
- Орден Трудового Красного Знамени,
- Орден Почёта

Медали:
- Медаль «В ознаменование 100-летия со дня рождения Владимира Ильича Ленина»
- Медаль «Ветеран труда»
- Заслуженный машиностроитель Российской Федерации